# Adelina Cojocariu
Adelina Cojocariu (ur. 4 września 1988 w Botoszanach) – rumuńska wioślarka.

## Osiągnięcia
- Mistrzostwa Świata Juniorów – Banyoles 2004 – ósemka – 1. miejsce[1].
- Mistrzostwa Świata Juniorów – Brandenburg 2005 – dwójka podwójna – 3. miejsce[1].
- Mistrzostwa Świata Juniorów – Amsterdam 2006 – dwójka bez sternika – 3. miejsce[1].
- Mistrzostwa Świata U-23 – Glasgow 2007 – czwórka podwójna – 6. miejsce[1].
- Mistrzostwa Europy – Poznań 2007 – dwójka bez sternika – 3. miejsce[1].
- Mistrzostwa Europy – Ateny 2008 – czwórka podwójna – 1. miejsce[1].
- Mistrzostwa Świata U-23 – Račice 2009 – dwójka bez sternika – 1. miejsce[1].
- Mistrzostwa Świata – Poznań 2009 – ósemka – 2. miejsce[1].
- Mistrzostwa Europy – Brześć 2009 – ósemka – 1. miejsce[1].
- Mistrzostwa Europy – Montemor-o-Velho 2010 – ósemka – 1. miejsce[1].